# Berry Pomeroy Castle
Berry Pomeroy Castle er en Tudorherregård opført inden for murene af en tidligere borg ved landsbyen Berry Pomeroy i det sydlige Devon i England. Den blev opført i 1400-tallet af Pomeroy-familien, som havde ejet stedet siden 1000-tallet. I 1547 var familien i økonomiske vanskeligheder og solgte deres jord til Edward Seymour, 1st Duke of Somerset. Bortset fra en kort periode, hvor de mistede den til kronen efter Edwards henrettelse, har borgen været i Seymour-familiens eje. Den blev dog forladt i slutningen af 1600-tallet, da den fjerde baron flyttede til Wiltshire.
Efter at have ligget i ruiner i omkring 100 år blev den et berømt eksempel på en billedskøn ruin, og den blev turistattraktion. Det er den fortsat, og det skulle spøge på stedet, hvad der har øget dens popularitet. Mellem 1980 og 1996 er der foretaget omfattende arkæologiske udgravninger, der klarlagde meget af borgens historie, og forkastede tidligere tiders antagelser om dens alder og årsagen til forfaldet.